# 시베리아 출병
일본의 시베리아 침공 또는 시베리아 출병(일본어: シベリア出兵)은 10월 혁명으로 집권한 볼셰비키당의 공산 정권을 붕괴시키기 위해 일본군이 러시아 영토에 출동한 사건을 말한다. 이 개입에서 일본은 7만 3천 명의 병력을 투입하고, 당시 4억 3859만 엔의 거금의 전비를 사용하였으나, 아무 성과 없이 3000명에 5000여 명의 사상자를 내고 철퇴하였다.

## 배경
제1차 세계 대전 말기 새로 집권한 러시아의 공산정권이 브레스트-리토프스크 조약으로 독일 제국과 단독 강화를 맺으려 하자 미국, 영국을 비롯한 연합국은 이를 저지하기 위해 러시아로 파병했고, 영일 동맹에 의거하여 연합군의 일원이었던 일본은 지리적 이유로 자국에 가까웠던 시베리아에 파병하여 붉은 군대와 싸웠다. 서부 전선에서 병력에 묶여 있던 다른 연합국에 비해 일본군은 대규모 병력을 파병할 수 있었다.
다른 연합국의 시베리아 파병요구에 대해 적극적 수용론과 소극적 참여론이 있었으나, 일본 정계의 의견은 대체적으로 파병에 찬성하는 입장이었다.
역사학자 레오나드 험프리즈(Leonard Humphreys)에 의하면 당시 일본의 참여에 대해 "당시의 일본은 영토획득의 야심, 러일전쟁 후에 획득하지 못했던 이권의 탈취, 지정학적 이유뿐만 아니라 정치적 이데올로기의 이유도 있었다. 즉 천황제와 양립할 수 없는 공산주의가 일본에 파급되는 것을 저지할 필요가 있었다고 분석했다.

## 파병
일본 육군은 당초 블라디보스토크보다 더 진격하지 않겠다는 연합국과의 약속을 무시하고, 더 나아가 사할린, 연해주, 만주 철도 등을 침공했다. 시베리아 오지의 바이칼호 동부까지 점령했고, 최종적으로는 바이칼 호 서쪽의 이르쿠츠크까지 점령지를 확대했다. 일본군의 병력은 다른 연합국에 비해 수십 배 많았으며, 다른 연합국이 철수한 이후에도 시베리아에 주둔을 계속하면서 점령지에 괴뢰국가를 건설하려고 했다. 그리하여 러시아뿐만 아니라, 영국, 미국, 프랑스와 같은 연합국들도 일본의 영토욕에 의구심을 품기 시작했다.

## 철퇴
일본군은 대규모 병력을 파병했으나, 광대한 시베리아를 통제하기는 불가능했고, 따라서 교통의 요지만을 점령하는데 급급하여 그 빈공간에는 붉은 군대와 이에 동조하는 파르티잔이 매복해있다가 게릴라전법으로 공격했다. 일본군은 단독 혹은 백군과 협동으로 이들을 진압했고, 자군이 당한데 보복으로 민간인을 학살하고 게릴라전의 배후 마을을 불태웠으나, 이는 오히려 일본군이나 반혁명세력에 대한 지지만을 더욱더 떨어뜨렸다. 그리하여 점점 민심은 공산당 정부쪽으로 향했고, 1922년 반혁명세력이 시베리아에서 수립한 알렉산드르 콜차크 정부가 붉은 군대의 공세로 붕괴하자 일본군도 철퇴할 수밖에 없었다.

## 같이 보기
- 시베리아 개입

## 참고 문헌
- Harries, Meirion and Susie (2001). Soldiers of the Sun. Random House. ISBN 0-679-75303-6.
- Gow, Ian (2004). Military Intervention in Pre-War Japanese Politics: Admiral Kato Kanji and the 'Washington System'. Routlege. ISBN 0-7007-1315-8.
- Humphreys, Leonard A. (1996). The Way of the Heavenly Sword: The Japanese Army in the 1920s. Stanford University Press. ISBN 0-8047-2375-3.